# Rivalità calcistica Argentina-Brasile

Una fase di gioco di - 1-0, ottavo di finale del (Torino, 24 giugno 1990).

La rivalità calcistica tra le nazionali di Argentina e Brasile ha interessato le due squadre in gare amichevoli e in competizioni ufficiali (Copa América, qualificazioni ai Mondiali, fase finale dei Mondiali, Superclásico de las Américas). L'origine storica è dovuta alle conquiste coloniali di Spagna e Portogallo (XVI e XVII secolo). Mentre la FIFA ha descritto la rivalità come l'essenza stessa delle rivalità calcistiche, il sito e programma televisivo ESPN FC l'ha inserita al primo posto nella classifica tra le rivalità tra squadre nazionali più sentite di sempre.
Il confronto tra Albiceleste e Seleção è stato ripreso anche da due calciatori, tra i migliori di ogni tempo: l'argentino Diego Armando Maradona (campione mondiale nel 1986) e il brasiliano Pelé (campione mondiale nel 1958, 1962 e 1970).

## Incontri

### Mondiali 1974
Al campionato del mondo 1974, in Germania Ovest, le due squadre si incontrarono nella seconda fase a gironi. La partita (valida per la seconda giornata del gruppo, e giocata ad Hannover) fu vinta per 2-1 dai verdeoro con reti di Rivelino e Jairzinho: Miguel Brindisi siglò il momentaneo pareggio. Gli argentini finirono all'ultimo posto nel gruppo, venendo eliminati: i brasiliani arrivarono invece secondi, dietro i Paesi Bassi, accedendo alla finale per il 3º e 4º posto (poi persa contro la Polonia).

### Mondiali 1978
Quattro anni dopo, le due Nazionali si ritrovarono ancora nella seconda fase a gironi (gruppo B) del Mondiale organizzato in terra argentina. Entrambe avevano vinto la prima partita: l'incontro terminò con un pareggio senza reti. Nella successiva giornata, il Brasile sconfisse 3-1 la Polonia mentre l'Argentina giocò contro il Perù (alcune ore più tardi): per superare il turno, la squadra di Menotti avrebbe dovuto vincere con almeno quattro gol di scarto (per via della differenza reti). L'Albiceleste vinse per 6-0, risultato che suscitò sospetti di combine (anche per l'origine del portiere peruviano Ramón Quiroga, nato a Rosario), qualificandosi alla finale: alzò la coppa dopo aver battuto, nei tempi supplementari, i Paesi Bassi. Dal canto suo, il Brasile si aggiudicò il bronzo superando 2-1 l'Italia nella finale di consolazione.

### Mondiali 1982

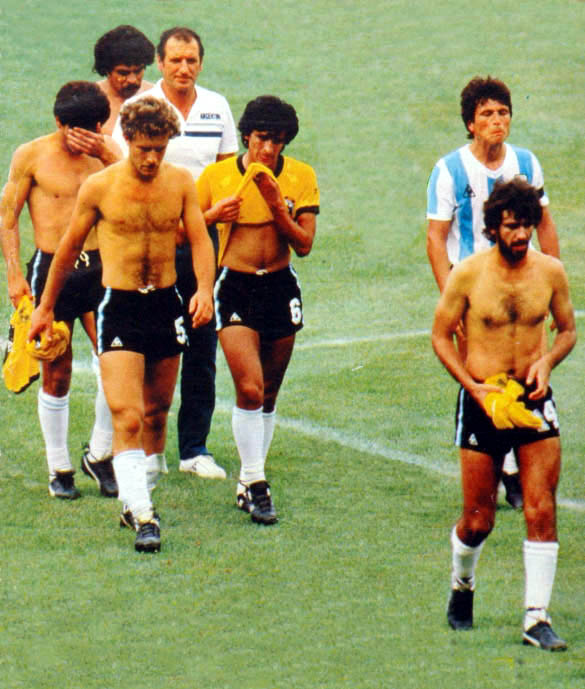
I giocatori escono dal campo al termine della sfida ai Mondiali 1982

Per la terza volta in otto anni, verdeoro e biancoazzurri si incrociarono nella seconda fase a gironi dei Mondiali. Venerdì 2 luglio 1982, allo Stadio de Sarriá di Barcellona, il Brasile vinse per 3-1: le reti portarono la firma di Zico, Serginho Chulapa e Júnior, mentre Ramón Díaz siglò il gol della bandiera (pochi minuti dopo l'espulsione di Maradona, che aveva colpito Batista con un calcio).

### Mondiali 1990
Ai Mondiali 1990, l'incontro si verificò in occasione degli ottavi di finale: il Brasile aveva vinto a punteggio pieno il suo girone, mentre l'Argentina (campione uscente) si era qualificata tramite il ripescaggio. La partita, che si giocò allo Stadio delle Alpi, terminò 1-0 in favore dell'Albiceleste: Claudio Caniggia andò a segno al 80', dopo tre pali colpiti dagli avversari. Dopo la gara, Branco accusò gli argentini di avergli somministrato dei tranquillanti nella sua bottiglietta d'acqua.

### Coppa America 1991
Nel 1991 le rivali si affrontarono durante il girone finale di Copa América. L'Argentina vinse per 3-2 una partita con quattro espulsioni (Caniggia e Mazinho al 31', Carlos Enrique e Márcio Santos al 61') e un infortunio (Bianchezi uscì in barella al 80', due minuti dopo l'ingresso in campo).

### Coppa America 1993
Argentina e Brasile si affrontarono anche nell'edizione tenutasi in Ecuador, a Guayaquil. Il Brasile passò in vantaggio, ma Leonardo Rodríguez pareggiò di testa sugli sviluppi di un calcio d'angolo. Ai tiri di rigore, i verdeoro persero 5-4 e gli argentini passarono ai quarti di finale. L'Argentina avrebbe poi vinto la manifestazione battendo in finale il Messico.

### Coppa America 1995
Nella successiva edizione del massimo campionato continentale, in Uruguay, si trovarono di fronte nei quarti di finale: dopo il 2-2 dei tempi supplementari, il Brasile si impose ai rigori. Il verdeoro Túlio divenne famoso per aver toccato il pallone con la mano sinistra (al 40'), fallo di cui l'arbitro peruviano Alberto Tejada Noriega non si avvide. La stampa argentina rinominò l'episodio «mano del diavolo».

### Coppa America 2004 e 2007
Per due edizioni consecutive della Copa América (2004 e 2007), brasiliani e argentini si contesero la vittoria finale. Il 25 luglio 2004 a Lima, l'Argentina fu raggiunta sul 2-2 dalla rete di Adriano al 93': il Brasile vinse poi dal dischetto, per l'errore decisivo di Andrés D'Alessandro.
Il 15 luglio 2007, a Maracaibo, il Brasile si confermò vincendo per 3-0 con gol di Júlio Baptista e Dani Alves, inframmezzati dall'autogol di Roberto Ayala.

### Qualificazioni ai Mondiali 2010
Il 5 settembre 2009, a Rosario, il Brasile ha sconfitto per 3-1 l'Argentina (rete di Luisão e doppietta di Luís Fabiano) qualificandosi alla fase finale del campionato del mondo 2010 con tre turni di anticipo: è stata la prima vittoria dal 1995 in casa dei rivali. Anche l'Argentina si è poi qualificata, con due vittorie nelle ultime due gare.

### Superclásico de las Américas
Dal 2011 le due Nazionali disputano il Superclásico de las Américas (l'edizione 2013 e del 2016 non sono state disputate): i verdeoro hanno vinto 4 titoli, 3, invece, sono andati all'Argentina.

## Tabella riassuntiva
| Num. | Data              | Luogo             | Competizione                         | Incontro            | Risultato   |
| ---- | ----------------- | ----------------- | ------------------------------------ | ------------------- | ----------- |
| 1    | 20 settembre 1914 | Buenos Aires      | Amichevole                           | Argentina - Brasile | 3 - 0       |
| 2    | 27 settembre 1914 | Buenos Aires      | Copa Roca                            | Argentina - Brasile | 0 - 1       |
| 3    | 10 luglio 1916    | Buenos Aires      | Copa América 1916                    | Argentina - Brasile | 1 - 1       |
| 4    | 3 ottobre 1917    | Montevideo        | Copa América 1917                    | Argentina - Brasile | 4 - 2       |
| 5    | 18 maggio 1919    | Rio de Janeiro    | Copa América 1919                    | Argentina - Brasile | 1 - 3       |
| 6    | 1 giugno 1919     | Rio de Janeiro    | Copa Roberto Chery                   | Brasile - Argentina | 3 - 3       |
| 7    | 25 settembre 1920 | Viña del Mar      | Copa América 1920                    | Argentina - Brasile | 2 - 0       |
| 8    | 6 ottobre 1920    | Buenos Aires      | Amichevole                           | Argentina - Brasile | 3 - 1       |
| 9    | 2 ottobre 1921    | Buenos Aires      | Copa América 1921                    | Argentina - Brasile | 1 - 0       |
| 10   | 15 ottobre 1922   | Rio de Janeiro    | Copa América 1922                    | Brasile - Argentina | 2 - 0       |
| 11   | 18 novembre 1923  | Montevideo        | Copa América 1923                    | Argentina - Brasile | 2 - 1       |
| 12   | 2 dicembre 1923   | Buenos Aires      | Copa Confraternidad Brasil-Argentina | Argentina - Brasile | 0 - 2       |
| 13   | 9 dicembre 1923   | Buenos Aires      | Copa Roca                            | Argentina - Brasile | 2 - 0       |
| 14   | 13 dicembre 1925  | Buenos Aires      | Copa América 1925                    | Argentina - Brasile | 4 - 1       |
| 15   | 25 dicembre 1925  | Buenos Aires      | Copa América 1925                    | Argentina - Brasile | 2 - 2       |
| 16   | 30 gennaio 1937   | Buenos Aires      | Copa América 1937                    | Argentina - Brasile | 1 - 0       |
| 17   | 1 febbraio 1937   | Buenos Aires      | Copa América 1937                    | Argentina - Brasile | 2 - 0 (dts) |
| 18   | 15 gennaio 1939   | Rio de Janeiro    | Copa Roca                            | Brasile - Argentina | 1 - 5       |
| 19   | 22 gennaio 1939   | Rio de Janeiro    | Copa Roca                            | Brasile - Argentina | 3 - 2       |
| 20   | 18 febbraio 1940  | San Paolo         | Copa Roca                            | Brasile - Argentina | 2 - 2       |
| 21   | 25 febbraio 1940  | San Paolo         | Copa Roca                            | Brasile - Argentina | 0 - 3       |
| 22   | 5 marzo 1940      | Buenos Aires      | Copa Roca                            | Argentina - Brasile | 6 - 1       |
| 23   | 10 marzo 1940     | Buenos Aires      | Copa Roca                            | Argentina - Brasile | 2 - 3       |
| 24   | 17 marzo 1940     | Buenos Aires      | Copa Roca                            | Argentina - Brasile | 5 - 1       |
| 25   | 17 gennaio 1942   | Montevideo        | Copa América 1942                    | Argentina - Brasile | 2 - 1       |
| 26   | 16 febbraio 1945  | Santiago          | Copa América 1945                    | Argentina - Brasile | 3 - 1       |
| 27   | 16 dicembre 1945  | San Paolo         | Copa Roca                            | Brasile - Argentina | 3 - 4       |
| 28   | 20 dicembre 1945  | Rio de Janeiro    | Copa Roca                            | Brasile - Argentina | 6 - 2       |
| 29   | 23 dicembre 1945  | Rio de Janeiro    | Copa Roca                            | Brasile - Argentina | 3 - 1       |
| 30   | 10 febbraio 1946  | Buenos Aires      | Copa América 1946                    | Argentina - Brasile | 2 - 0       |
| 31   | 5 febbraio 1956   | Montevideo        | Copa América 1956                    | Brasile - Argentina | 1 - 0       |
| 32   | 18 marzo 1956     | Città del Messico | Campionato Panamericano 1956         | Brasile - Argentina | 2 - 2       |
| 33   | 8 luglio 1956     | Buenos Aires      | Coppa dell'Atlantico                 | Argentina - Brasile | 0 - 0       |
| 34   | 5 dicembre 1956   | Rio de Janeiro    | Amichevole                           | Argentina - Brasile | 2 - 1       |
| 35   | 3 aprile 1957     | Lima              | Copa América 1957                    | Argentina - Brasile | 3 - 0       |
| 36   | 7 luglio 1957     | Rio de Janeiro    | Copa Roca                            | Brasile - Argentina | 1 - 2       |
| 37   | 10 luglio 1957    | San Paolo         | Copa Roca                            | Brasile - Argentina | 2 - 0 (dts) |
| 38   | 4 aprile 1959     | Buenos Aires      | Copa América 1959                    | Argentina - Brasile | 1 - 1       |
| 39   | 22 dicembre 1959  | Guayaquil         | Copa América 1959                    | Argentina - Brasile | 4 - 1       |
| 40   | 13 marzo 1960     | San José          | Campionato Panamericano 1960         | Argentina - Brasile | 2 - 1       |
| 41   | 20 marzo 1960     | San José          | Campionato Panamericano 1960         | Brasile - Argentina | 1 - 0       |
| 42   | 26 maggio 1960    | Buenos Aires      | Copa Roca                            | Argentina - Brasile | 4 - 2       |
| 43   | 29 maggio 1960    | Buenos Aires      | Copa Roca                            | Argentina - Brasile | 1 - 4 (dts) |
| 44   | 12 luglio 1960    | Rio de Janeiro    | Coppa dell'Atlantico                 | Brasile - Argentina | 5 - 1       |
| 45   | 24 marzo 1963     | La Paz            | Copa América 1963                    | Argentina - Brasile | 3 - 0       |
| 46   | 13 aprile 1963    | San Paolo         | Copa Roca                            | Brasile - Argentina | 2 - 3       |
| 47   | 16 aprile 1963    | Rio de Janeiro    | Copa Roca                            | Brasile - Argentina | 5 - 2 (dts) |
| 48   | 3 giugno 1964     | San Paolo         | Taça das Nações                      | Brasile - Argentina | 0 - 3       |
| 49   | 9 giugno 1965     | Rio de Janeiro    | Amichevole                           | Brasile - Argentina | 0 - 0       |
| 50   | 7 agosto 1968     | Rio de Janeiro    | Amichevole                           | Brasile - Argentina | 4 - 1       |
| 51   | 11 agosto 1968    | Belo Horizonte    | Amichevole                           | Brasile - Argentina | 3 - 2       |
| 52   | 4 marzo 1970      | Porto Alegre      | Amichevole                           | Brasile - Argentina | 0 - 2       |
| 53   | 8 marzo 1070      | Rio de Janeiro    | Amichevole                           | Brasile - Argentina | 2 - 1       |
| 54   | 28 luglio 1971    | Buenos Aires      | Copa Roca                            | Argentina - Brasile | 1 - 1       |
| 55   | 31 luglio 1971    | Buenos Aires      | Copa Roca                            | Argentina - Brasile | 2 - 2 (dts) |
| 56   | 30 giugno 1974    | Hannover          | Mondiale 1974                        | Argentina - Brasile | 1 - 2       |
| 57   | 6 agosto 1975     | Belo Horizonte    | Copa América 1975                    | Brasile - Argentina | 2 - 1       |
| 58   | 16 agosto 1975    | Rosario           | Copa América 1975                    | Argentina - Brasile | 0 - 1       |
| 59   | 27 febbraio 1976  | Buenos Aires      | Copa Roca                            | Argentina - Brasile | 2 - 1       |
| 60   | 19 maggio 1976    | Rio de Janeiro    | Copa Roca                            | Brasile - Argentina | 2 - 0       |
| 61   | 18 giugno 1978    | Rosario           | Mondiale 1978                        | Argentina - Brasile | 0 - 0       |
| 62   | 2 agosto 1979     | Rio de Janeiro    | Copa América 1979                    | Brasile - Argentina | 2 - 1       |
| 63   | 23 agosto 1979    | Buenos Aires      | Copa América 1979                    | Argentina - Brasile | 2 - 2       |
| 64   | 4 gennaio 1981    | Montevideo        | Mundialito                           | Argentina - Brasile | 1 - 1       |
| 65   | 2 luglio 1982     | Barcellona        | Mondiale 1982                        | Argentina - Brasile | 1 - 3       |
| 66   | 24 agosto 1983    | Buenos Aires      | Copa América 1983                    | Argentina - Brasile | 1 - 0       |
| 67   | 14 settembre 1983 | Rio de Janeiro    | Copa América 1983                    | Brasile - Argentina | 0 - 0       |
| 68   | 17 giugno 1984    | San Paolo         | Amichevole                           | Brasile - Argentina | 0 - 0       |
| 69   | 5 maggio 1985     | Salvador          | Amichevole                           | Brasile - Argentina | 2 - 1       |
| 70   | 10 luglio 1988    | Melbourne         | Bicentenario Australia Gold Cup      | Brasile - Argentina | 0 - 0       |
| 71   | 12 luglio 1989    | Rio de Janeiro    | Copa América 1989                    | Argentina - Brasile | 0 - 2       |
| 72   | 24 giugno 1990    | Torino            | Mondiale 1990                        | Argentina - Brasile | 1 - 0       |
| 73   | 27 marzo 1991     | Buenos Aires      | Amichevole                           | Argentina - Brasile | 3 - 3       |
| 74   | 27 giugno 1991    | Curitiba          | Amichevole                           | Brasile - Argentina | 1 - 1       |
| 75   | 17 luglio 1991    | Santiago          | Copa América 1991                    | Argentina - Brasile | 3 - 2       |
| 76   | 18 febbraio 1993  | Buenos Aires      | Coppa Centenario AFA                 | Argentina - Brasile | 1 - 1       |
| 77   | 27 giugno 1993    | Guayaquil         | Copa América 1993                    | Argentina - Brasile | 1 - 1 1     |
| 78   | 23 marzo 1994     | Recife            | Amichevole                           | Brasile - Argentina | 2 - 0       |
| 79   | 17 luglio 1995    | Rivera            | Copa América 1995                    | Brasile - Argentina | 2 - 2 2     |
| 80   | 8 novembre 1995   | Buenos Aires      | 35º anniversario del Clarín          | Argentina - Brasile | 0 - 1       |
| 81   | 29 aprile 1998    | Rio de Janeiro    | Amichevole                           | Brasile - Argentina | 0 - 1       |
| 82   | 11 luglio 1999    | Ciudad del Este   | Copa América 1999                    | Argentina - Brasile | 1 - 2       |
| 83   | 4 settembre 1999  | Buenos Aires      | 35º anniversario del Zero Hora       | Argentina - Brasile | 2 - 0       |
| 84   | 7 settembre 1999  | Porto Alegre      | 35º anniversario del Zero Hora       | Brasile - Argentina | 4 - 2       |
| 85   | 26 luglio 2000    | San Paolo         | Qualificazioni al Mondiale 2002      | Brasile - Argentina | 3 - 1       |
| 86   | 5 settembre 2001  | Buenos Aires      | Qualificazioni al Mondiale 2002      | Argentina - Brasile | 2 - 1       |
| 87   | 2 giugno 2004     | Belo Horizonte    | Qualificazioni al Mondiale 2006      | Brasile - Argentina | 3 - 1       |
| 88   | 25 luglio 2004    | Lima              | Copa América 2004                    | Brasile - Argentina | 2 - 2 3     |
| 89   | 8 giugno 2005     | Buenos Aires      | Qualificazioni al Mondiale 2006      | Argentina - Brasile | 3 - 1       |
| 90   | 29 giugno 2005    | Francoforte       | Confederations Cup 2005              | Argentina - Brasile | 1 - 4       |
| 91   | 3 settembre 2006  | Londra            | Amichevole                           | Argentina - Brasile | 0 - 3       |
| 92   | 15 luglio 2007    | Maracaibo         | Copa América 2007                    | Argentina - Brasile | 0 - 3       |
| 93   | 18 giugno 2008    | Belo Horizonte    | Qualificazioni al Mondiale 2010      | Brasile - Argentina | 0 - 0       |
| 94   | 5 settembre 2009  | Rosario           | Qualificazioni al Mondiale 2010      | Argentina - Brasile | 1 - 3       |
| 95   | 17 novembre 2010  | Doha              | Amichevole                           | Brasile - Argentina | 0 - 1       |
| 96   | 14 settembre 2011 | Córdoba           | Superclásico de las Américas 2011    | Argentina - Brasile | 0 - 0       |
| 97   | 28 settembre 2011 | Belém             | Superclásico de las Américas 2011    | Brasile - Argentina | 2 - 0       |
| 98   | 9 giugno 2012     | New Jersey        | Amichevole                           | Brasile - Argentina | 3 - 4       |
| 99   | 19 settembre 2012 | Goiânia           | Superclásico de las Américas 2012    | Brasile - Argentina | 2 - 1       |
| 100  | 21 novembre 2012  | Buenos Aires      | Superclásico de las Américas 2012    | Argentina - Brasile | 2 - 1 4     |
| 101  | 11 ottobre 2014   | Pechino           | Superclásico de las Américas 2014    | Argentina - Brasile | 0 - 2       |
| 102  | 13 novembre 2015  | Buenos Aires      | Qualificazioni al Mondiali 2018      | Argentina - Brasile | 1 - 1       |
| 103  | 10 novembre 2016  | Belo Horizonte    | Qualificazioni al Mondiali 2018      | Brasile - Argentina | 3 - 0       |
| 104  | 9 giugno 2017     | Melbourne         | Superclásico de las Américas 2017    | Argentina - Brasile | 1 - 0       |
| 105  | 16 ottobre 2018   | Gedda             | Superclásico de las Américas 2018    | Argentina - Brasile | 0 - 1       |
| 106  | 2 luglio 2019     | Belo Horizonte    | Coppa America 2019                   | Brasile - Argentina | 2 - 0       |
| 107  | 15 novembre 2019  | Riad              | Superclásico de las Américas 2019    | Argentina - Brasile | 1 - 0       |
| 108  | 10 luglio 2021    | Rio de Janeiro    | Coppa America 2021                   | Brasile - Argentina | 0 - 1       |
| 109  | 13 novembre 2021  | San Juan          | Qualificazioni al Mondiali 2022      | Argentina - Brasile | 0 - 0       |
| 110  | 21 novembre 2023  | Rio de Janeiro    | Qualificazioni al Mondiali 2026      | Brasile - Argentina | 0 - 1       |
| 111  | 25 marzo 2025     | Buenos Aires      | Qualificazioni al Mondiali 2026      | Argentina - Brasile | 4 - 1       |

1 Risultato dopo i tempi supplementari, con vittoria dell'Argentina 6-5 dopo i tiri di rigore.

2 Risultato dopo i tempi supplementari, con vittoria del Brasile 4-2 dopo i tiri di rigore.

3 Risultato dopo i tempi supplementari, con vittoria del Brasile 4-2 dopo i tiri di rigore.

4 Risultato con vittoria del Brasile 3-4 dopo i tiri di rigore.

## Statistiche[8]
|                                       | Partite | Vinte   | Vinte | Pareggio |
| Argentina                             | Partite | Brasile |       | Pareggio |
| ------------------------------------- | ------- | ------- | ----- | -------- |
| Campionati mondiali                   | 4       | 1       | 2     | 1        |
| Copa América                          | 34      | 16      | 10    | 8        |
| Confederations Cup                    | 1       | 0       | 1     | 0        |
| Qualificazioni al campionato mondiale | 11      | 4       | 4     | 3        |
| Campionato Panamericano               | 3       | 1       | 1     | 1        |
| Tutte le competizioni                 | 53      | 22      | 18    | 13       |
| Amichevoli                            | 16      | 7       | 5     | 4        |
| Copa Roca                             | 21      | 9       | 9     | 3        |
| Superclásico de las Américas          | 8       | 3       | 4     | 1        |
| Coppa dell'Atlantico                  | 4       | 1       | 3     | 1        |
| 35º anniversario del Zero Hora        | 2       | 1       | 1     | 0        |
| Copa Roberto Chery                    | 1       | 0       | 0     | 1        |
| Copa Confraternidad                   | 1       | 0       | 1     | 0        |
| Taça das Nações                       | 1       | 1       | 0     | 0        |
| Mundialito                            | 1       | 0       | 0     | 1        |
| Bicentenario Australia Gold Cup       | 1       | 0       | 0     | 1        |
| Coppa Centenario AFA                  | 1       | 0       | 0     | 1        |
| 35º anniversario del Clarín           | 2       | 1       | 1     | 0        |
| Tutte le partite                      | 111     | 43      | 42    | 26       |